# Qvinnorna och förtroendet
Qvinnorna och förtroendet är en svensk komedi med sång i en akt med libretto av Johan Magnus Lannerstierna efter Antoine François Quétants Les Femmes et le Secret och musik av Johan David Zander. Operan framfördes första gången 11 juni 1792 på Munkbroteatern. Mellan 1792 och 1797 framfördes den 48 gånger på Munkbroteatern. Mellan 1803 och 1824 framförde den 57 gånger på Arsenalsteatern.